# NGC 1062
NGC 1062 је појединачна звезда у сазвежђу Троугао која се налази на NGC листи објеката дубоког неба.
Деклинација објекта је + 32° 27' 45" а ректасцензија 2h 43m 24,4s. Привидна величина (магнитуда) објекта NGC 1062 износи 14,5.